# Victor D'Hondt
Victor Joseph Auguste D’Hondt (Gante, 20 de Novembro de 1841 — Gante, 30 de Maio de 1901) foi um advogado e professor de Direito Civil e de Direito Fiscal na Universidade de Gante, que se notabilizou, em 1878, com a publicação de um método proporcional de distribuição de mandatos em órgãos colegiais, hoje conhecido como o método D'Hondt.
O método D'Hondt, e suas variantes, é hoje um dos mais utilizados em sistemas eleitorais em todo o mundo (incluindo Portugal e Brasil).

## Obra publicada
- La représentation proportionnelle des partis par un électeur, Gante,1878.
- Système pratique et raisonné de représentation proportionelle, Bruxelles, Muquardt, 1882.
- Exposé du système pratique de représentation proportionnelle, Gante, Imprimerie Eug. Vanderhaeghen, 1885.
- Tables de division des nombres 1 à 400 par 1 à 31 et 401 à 1000 par 1 à 13 pour la répartition proportionnelle des sièges en matière électorale avec exposé de la méthode, Gante, A Siffer, 1900.